# 停车让行

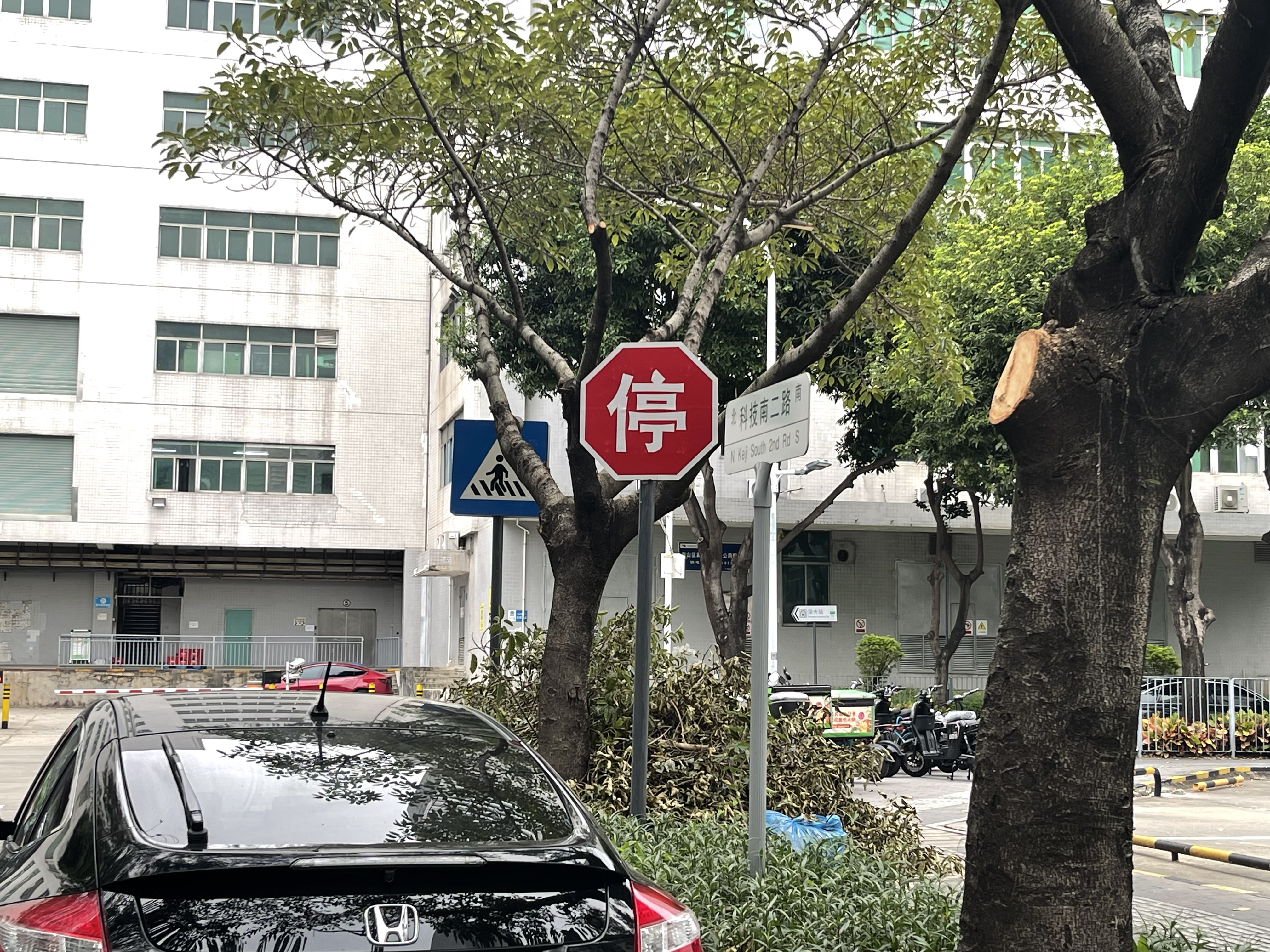
停车让行标志，拍摄于中华人民共和国广东省深圳市南山区科技南二路

停车让行是一种交通标志。机动车司机必须使车辆完全停止，并确保没有其他车辆驶来，也没有行人通过后方可通行。

## 规格
1968年《维也纳路标和信号公约》（以下简称“公约”）允许两种类型的停车标志以及三种可接受的变体。B2a标志为红色八边形，标注有白色“停”“STOP”字样。B2b标志是由一个红色的圆圈和一个红色的倒三角组成，背景可以是白色或黄色，“停”“STOP”字样为是黑色或深蓝色。《公约》允许“停”一字以英语或该国的官方语言表示。联合国经济及社会理事会在关于道路交通的会议上于1968年（1978年生效）最终定稿，提出了直径为600、900或1200毫米的标准停车让行标志。

B2a规格
一种可接受的B2a变体
B2b规格
一种可接受的B2b变体
一种可接受的B2b变体
一种可接受的B2b变体

## 世界各地的停车让行标志

中国大陆
香港
中華民國
日本
美国、英国、加拿大及澳大利亚等
阿联酋
韩国
埃塞俄比亚
哥斯达黎加、萨尔瓦多、危地马拉、洪都拉斯、墨西哥、尼加拉瓜、巴拿马